# Антарктические воздушные массы
Антарктические воздушные массы — воздушные массы, формирующиеся над Антарктидой и примыкающими к ней высокоширотными частями океанов. Континентальные антарктические воздушные массы формирующиеся над самым материком, обладают наиболее низкими температурами как у земной поверхности, так и на больших высотах, и намного холоднее, чем арктические воздушные массы. Морские антарктические воздушные массы теплее, однако и они, достигая (сравнительно редко) Южной Америки или Австралии, создают там заметные похолодания.